# دالتون مک‌گنتی

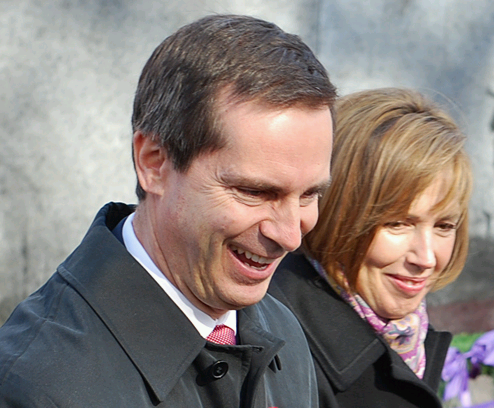
تری مک‌گنتی و دالتون مک‌گنتی

دالتون جیمز پتریک مک‌گنتی (به انگلیسی: Dalton James Patrick McGuinty) (زاده ۱۹ ژوئیه ۱۹۵۵ در اتاوا) سیاستمدار لیبرال کانادایی است.
نماینده استان انتاریوکانادا، وکیل و از ۲۳ اکتبر ۲۰۰۳ تا ۱۱ فوریه ۲۰۱۳ نخست‌وزیر استان انتاریو بود. به صورت کلی مک‌گنتی نگاهی معتدل به مسائل اقتصادی و گرایشی لیبرال در مسائل اجتماعی دارد. او حامی آزادی سقط جنین و حق ازدواج برای همجنس‌گرایان است. در ابتدای سال ۲۰۰۵ برای به رسمیت شناختن کامل حق ازدواج همجنس‌گرایان (که از سال ۲۰۰۳ در استان انتاریو قانونی می‌باشد) دولت مک‌گنتی اقدام به به‌روز کردن تمامی قوانین و اساسنامه‌های استان کرد.

## خانواده
مک‌گنتی در شهر اتاوا، استان انتاریوکانادا زاده شد. پدر او پروفسور سر دالتون مک‌گنتی سیاستمدار و مادر او الیزابت مک‌گنتی پرستار بود. زبان مادری پدرش انگلیسی و مادرش فرانسوی، و مک‌گنتی به هر دو زبان تسلط دارد. او به همراه ۹ خواهر و برادر در خانواده‌ای کاتولیک با تبار ایرلندی کانادایی پرورش یافت. از سال ۲۰۰۴ برادر کوچکتر او دیوید نماینده جنوب اتاوا در پارلمان کانادا می‌باشد. مک‌گنتی در دبیرستان سن پتریک اتاوا درس خوانده و با درجه BSc در بیولوژی از دانشگاه مک مستر فارغ‌التحصیل شده و قبل از پرداختن به وکالت درجه LL.B را از دانشگاه اتاوا کسب کرد. او در ۱۹۸۰ با معشوقه دوران دبیرستان خود تری مک‌گنتی (معلم مدرسه) ازدواج کرد. آن‌ها دارای یک دختر و سه پسر هستند.